# Felipe Ezcurra
Pas d'image ? Cliquez ici

a Compétitions nationales et continentales officielles uniquement.

b Matchs officiels uniquement.
Dernière mise à jour le 2 juin 2022.
Felipe Ezcurra, né le 15 avril 1993 à Buenos Aires, est un joueur professionnel de rugby à XV, international argentin jouant au poste de demi de mêlée. Il joue pour le FC Grenoble depuis 2021.
Il est le frère aîné du centre Bautista Ezcurra, également international argentin.

## Carrière

### En club
La carrière en club d'Ezcurra est complexe : il évolue dans plusieurs clubs, dont celui de ses débuts, l'Hindú Club de Buenos Aires, le Pampas XV, une équipe qui évolua quelques années en Pacific Challenge, puis les Jaguares, la seule équipe argentine qui joue dans le Super Rugby. Bien qu'appartenant toujours à l' Hindú Club, il n'y joue exclusivement qu'au début de sa carrière, de 2010 à 2013, avant de jouer l'année suivante pour ce club et l'équipe des Pampas. L'année 2015 est la seule durant laquelle il ne joue pas pour l' Hindú mais uniquement pour les Jaguares, faisant 5 apparitions comme remplaçant pour un temps de jeu total de 55 minutes.
Les trois saisons suivantes, il joue pour l'Hindú, où il est majoritairement titulaire, et les Jaguares, où il est plutôt remplaçant. En 2018, cependant, il joue davantage de matchs dans le Super Rugby que dans le championnat argentin pour la première fois de sa carrière. Son contrat avec les Jaguares s'arrête pourtant cette saison-là. Ezcurra signe un contrat de courte durée avec le club des Leicester Tigers comme joker médical pour la durée de la fenêtre internationale de novembre. Durant sa courte carrière en Angleterre, il ne passe pas la moindre seconde sur le terrain et retourne en Argentine fin 2018. Sans contrat professionnel, il est rattaché à l'Argentina XV, équipe seconde de l'équipe nationale, pour la saison.
Il s'engage en décembre 2021 avec le FC Grenoble en Pro D2.

### En équipe nationale
Il est sélectionné pour la première fois en 2014, pour deux rencontres du championnat d'Amérique du Sud.
En 2019, après une saison blanche en club, il fait partie de l'effectif argentin du Rugby Championship lors des trois tests. Il est titulaire lors du dernier, contre l'Afrique du Sud. Malgré trois défaites lors de ces trois matchs, et malgré sa relative inexpérience du niveau international, il est retenu parmi les 31 joueurs argentins, dont seulement deux demis de mêlée, disputant la Coupe du monde au Japon.

## Palmarès

### En club
- Vainqueur du Tournoi de l'URBA en 2012, 2014, 2015 et 2017 avec le Hindú Club.
- Vainqueur du Nacional de Clubes en 2015, 2016, 2017 et 2018 avec le Hindú Club.
- Finaliste du Super Rugby en 2019 avec les Jaguares.
- Vainqueur de la Currie Cup First Division en 2019 les Jaguares XV.
- Vainqueur de la Súperliga Americana de Rugby en 2021 les Jaguares XV.
- Finaliste du Championnat de France de Pro D2 en 2023 et 2024.